# St. Nikolaus (Dornstadt)

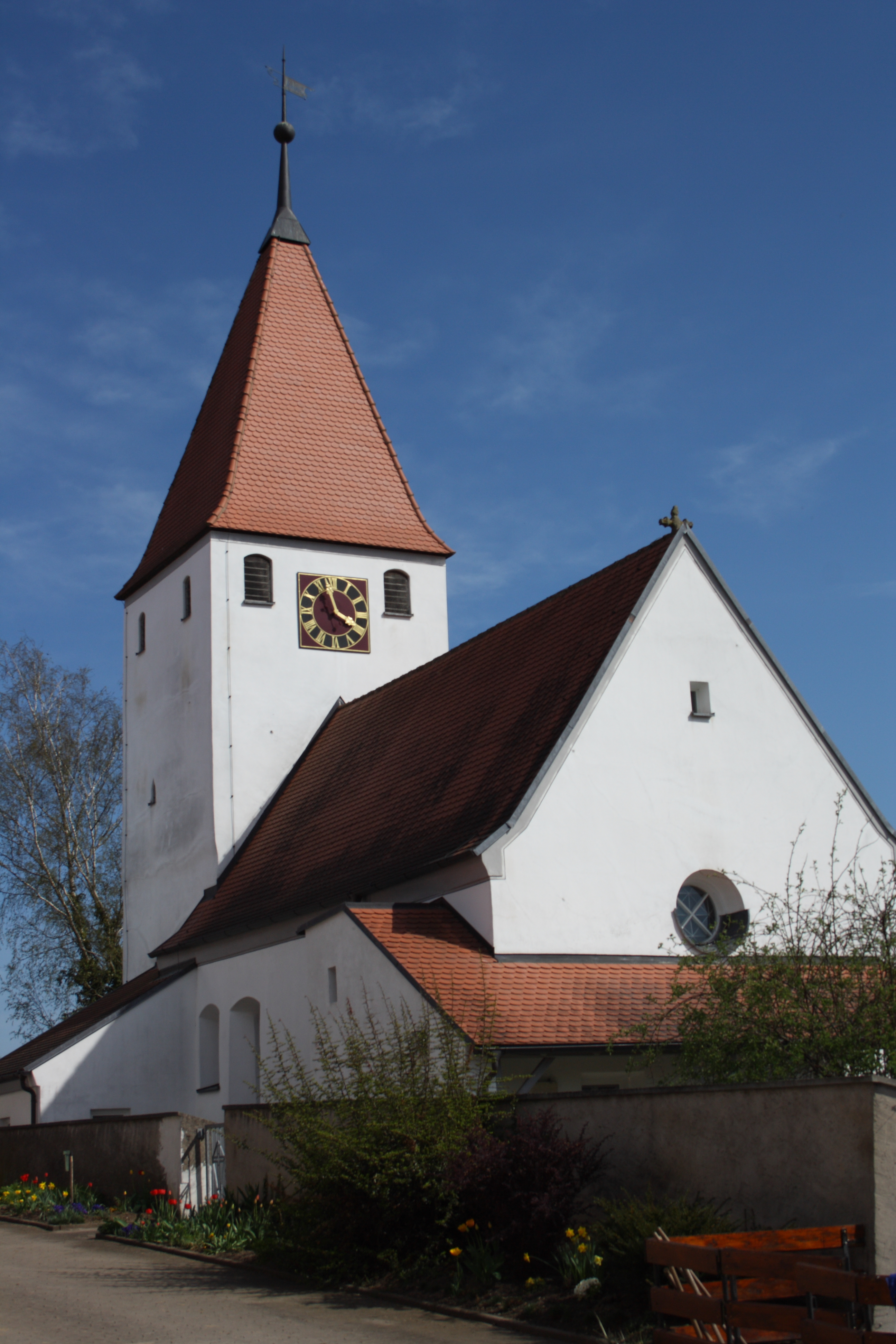
Pfarrkirche St. Nikolaus

Die evangelisch-lutherische Pfarrkirche St. Nikolaus in Dornstadt, einem Ortsteil der Gemeinde Auhausen im Landkreis Donau-Ries im bayerischen Regierungsbezirk Schwaben, geht auf eine gotische Chorturmkirche aus dem 14. Jahrhundert zurück. Im Chor sind Wandmalereien aus der Zeit um 1340/50 erhalten. Die Kirche, die von einem ummauerten Friedhof umgeben ist, gehört zu den geschützten Baudenkmälern in Bayern.

## Geschichte
Im Jahr 1272 wird erstmals eine Kirche in Dornstadt als Filiale von Ehingen am Ries erwähnt. Der Turm der heutigen Kirche wurde in der ersten Hälfte des 14. Jahrhunderts errichtet. Das Langhaus entstand Ende des 15. Jahrhunderts. Die Sakristei wurde vermutlich im 18. Jahrhundert im nördlichen Chorwinkel angebaut. Der Emporenaufgang an der Nordwestecke des Langhauses stammt aus dem 20. Jahrhundert.

## Architektur
Die Kirche ist aus Bruchstein errichtet. Der Giebel der Westfassade wird von einer steinernen Kreuzblume bekrönt.
Der Innenraum ist ein flachgedeckter Saalbau mit einem eingezogenen, quadratischen Chor, der von einem Kreuzrippengewölbe gedeckt wird. Ein spitzbogiger Chorbogen öffnet das Langhaus zum Chor. In die Ostwand des Chors sind ein Dreipassfenster und eine Tabernakelnische eingeschnitten. An der West- und Südseite des Langhauses sind Emporen eingebaut.

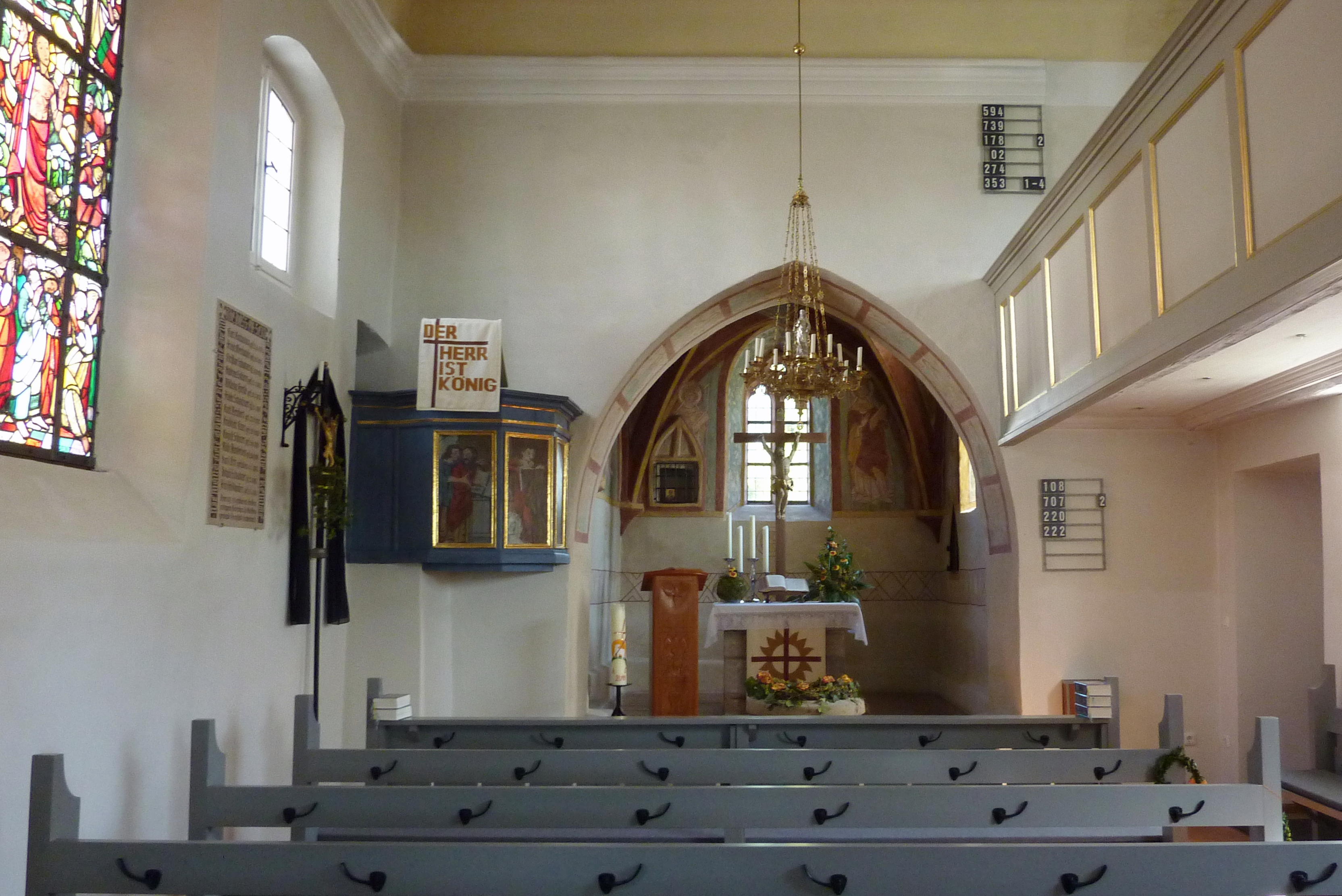
Innenraum
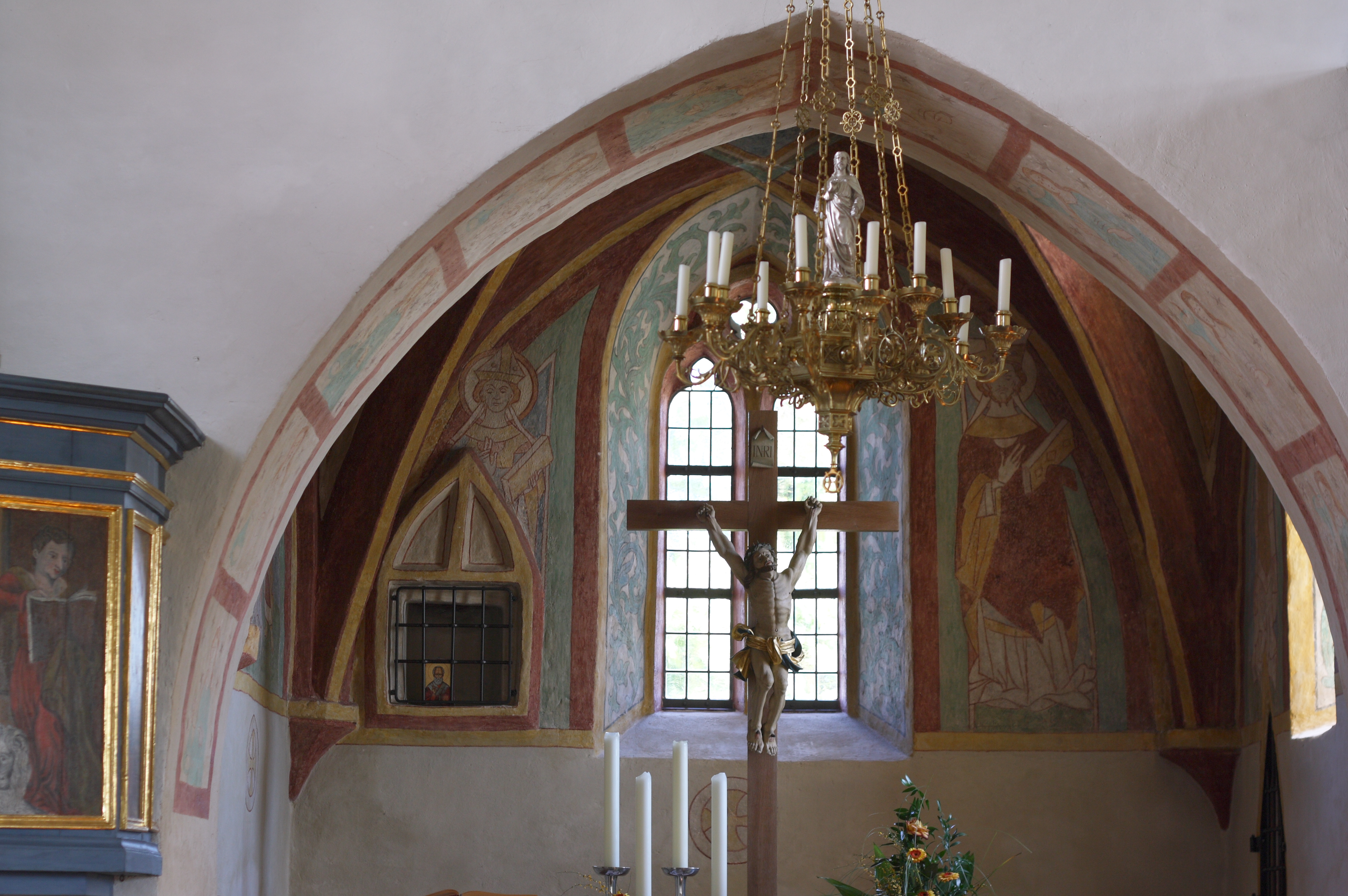
Chor
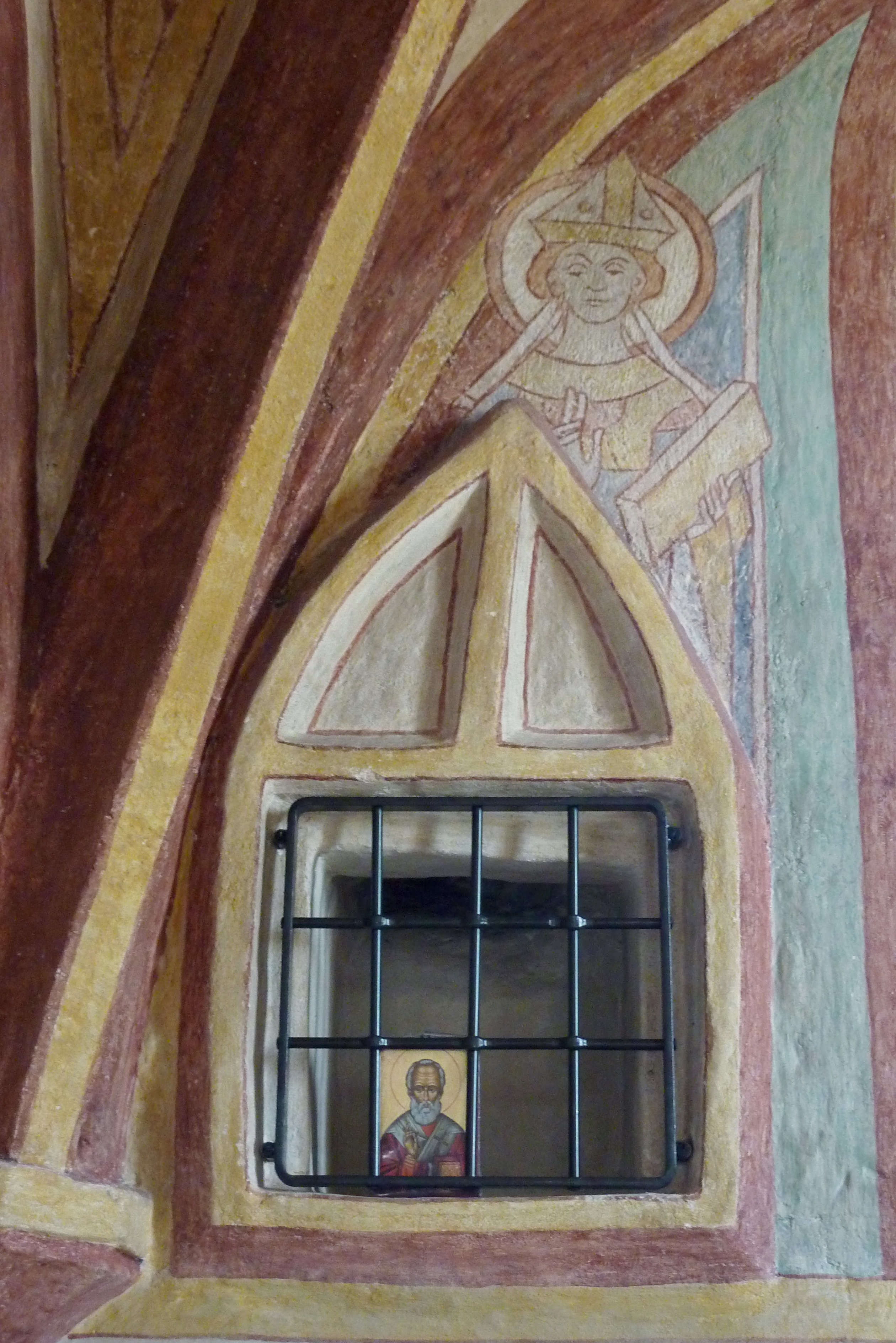
Ostwand des Chors mit Wandmalerei und Tabernakelnische
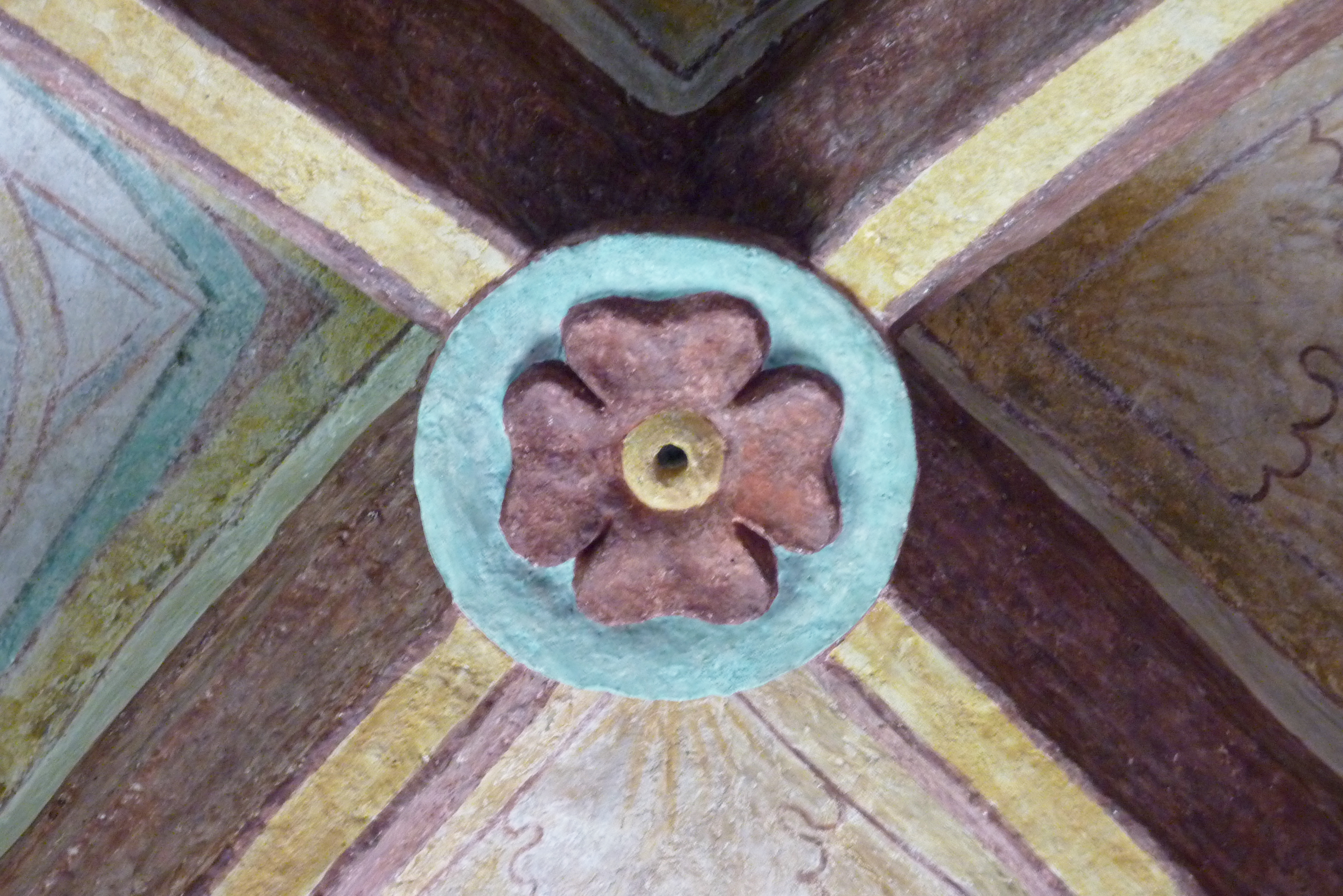
Schlussstein

## Wandmalereien
Die Wandmalereien im Chor werden in die Zeit um 1350/60 datiert. An der Nordwand ist die Kreuzigungsszene mit vier Assistenzfiguren dargestellt. An der Ostwand sieht man einen Bischof und einen Abt. Die Figuren an der Südwand stellen einen Heiligen, vielleicht den heiligen Wunibald, und eine Heilige, die eine Märtyrerpalme in der Hand hält, dar. In den Gewölbezwickeln sind das Lamm Gottes und ein thronender Christus, der von einer Mandorla und zwei Engeln umgeben ist, dargestellt sowie die Evangelistensymbole, die von Medaillons gerahmt werden und unter denen die Namen der Evangelisten geschrieben stehen. Über dem Chorbogen ist die Hand Gottes zu erkennen. An den Innenseiten des Chorbogens sieht man die klugen und die törichten Jungfrauen. Die Personen sind in kostbare Gewänder gehüllt und in vornehmer Haltung dargestellt. Die Fenster werden von ornamentalen Motiven umrahmt.

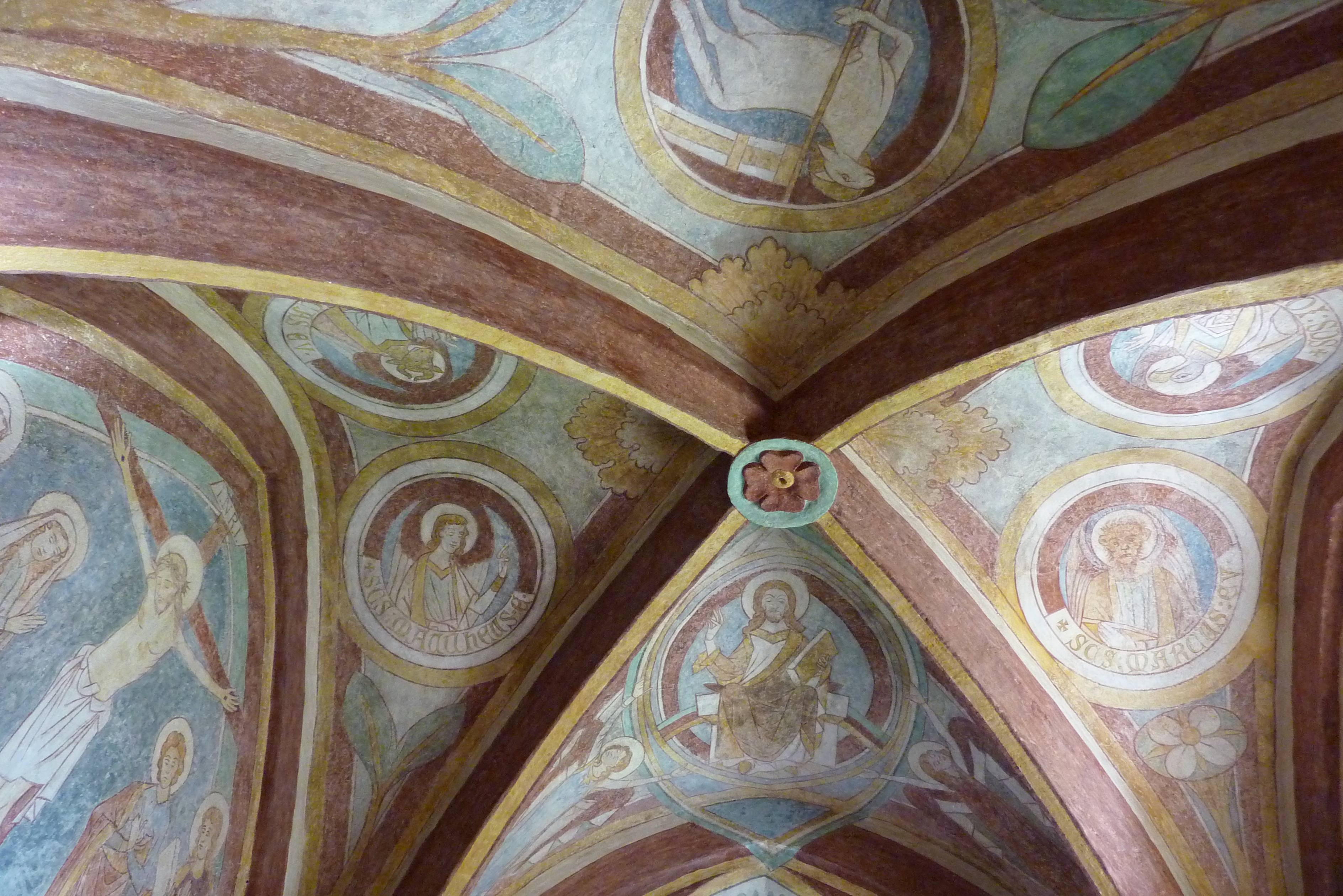
Wandmalereien im Chor
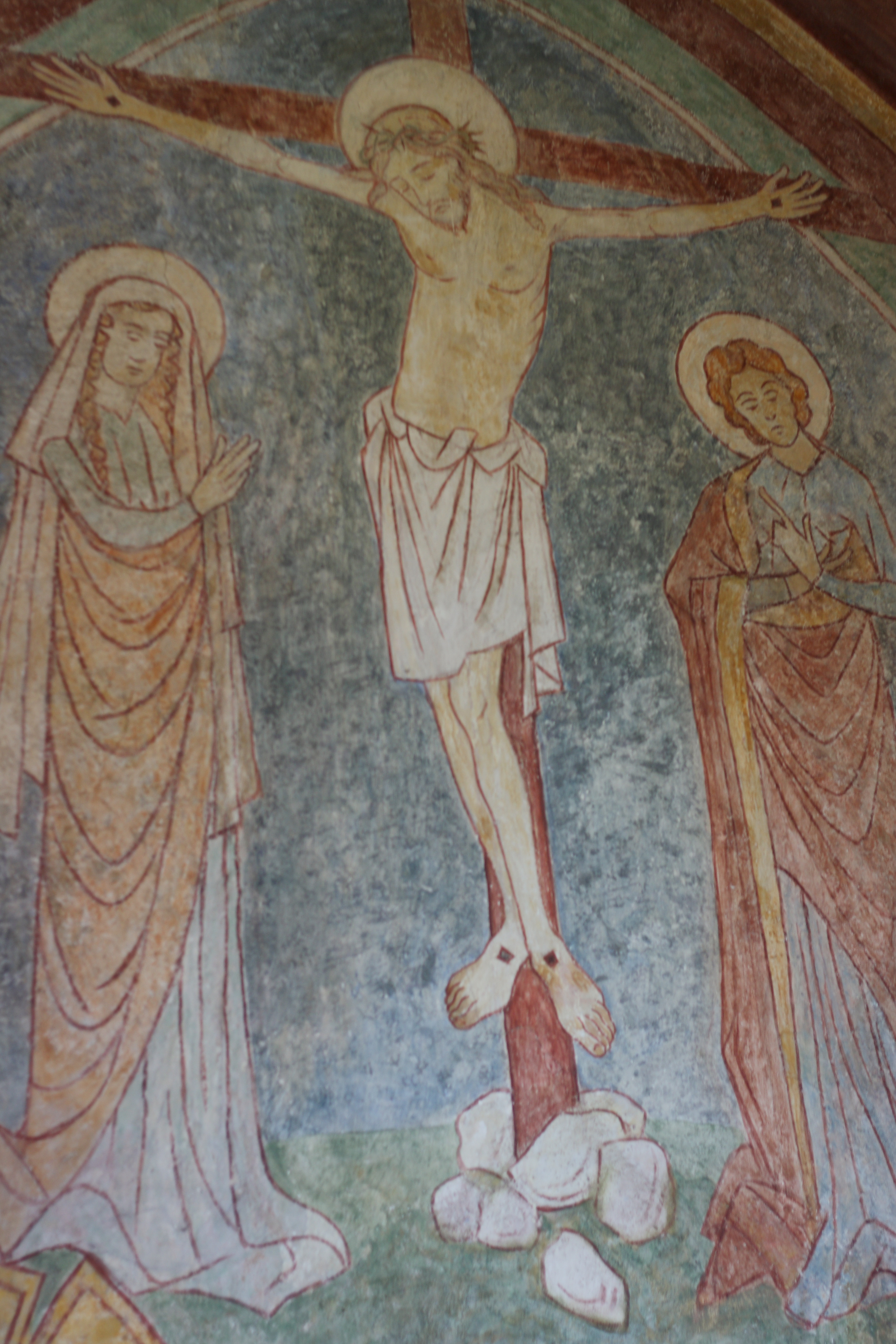
Kreuzigungsgruppe
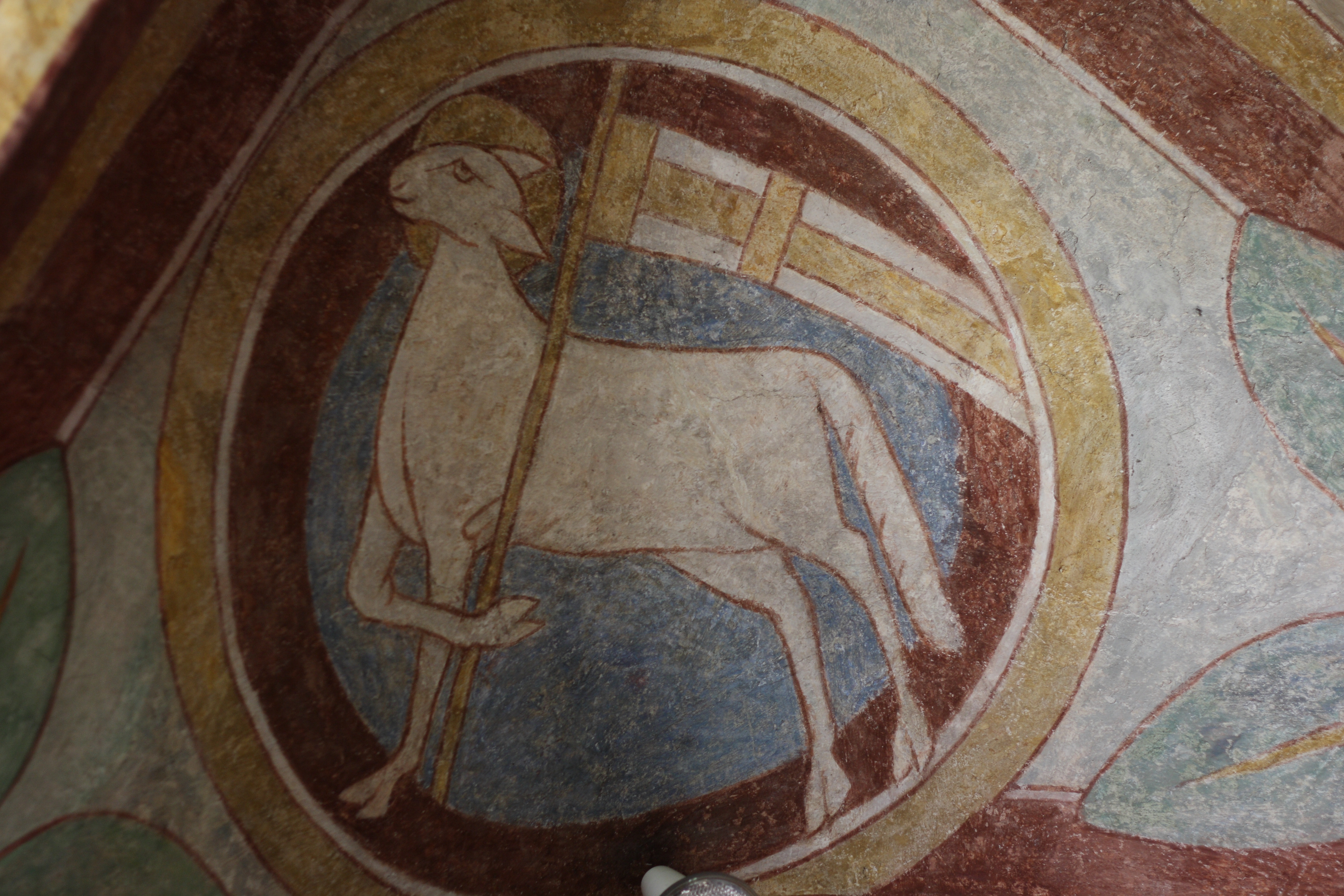
Lamm Gottes
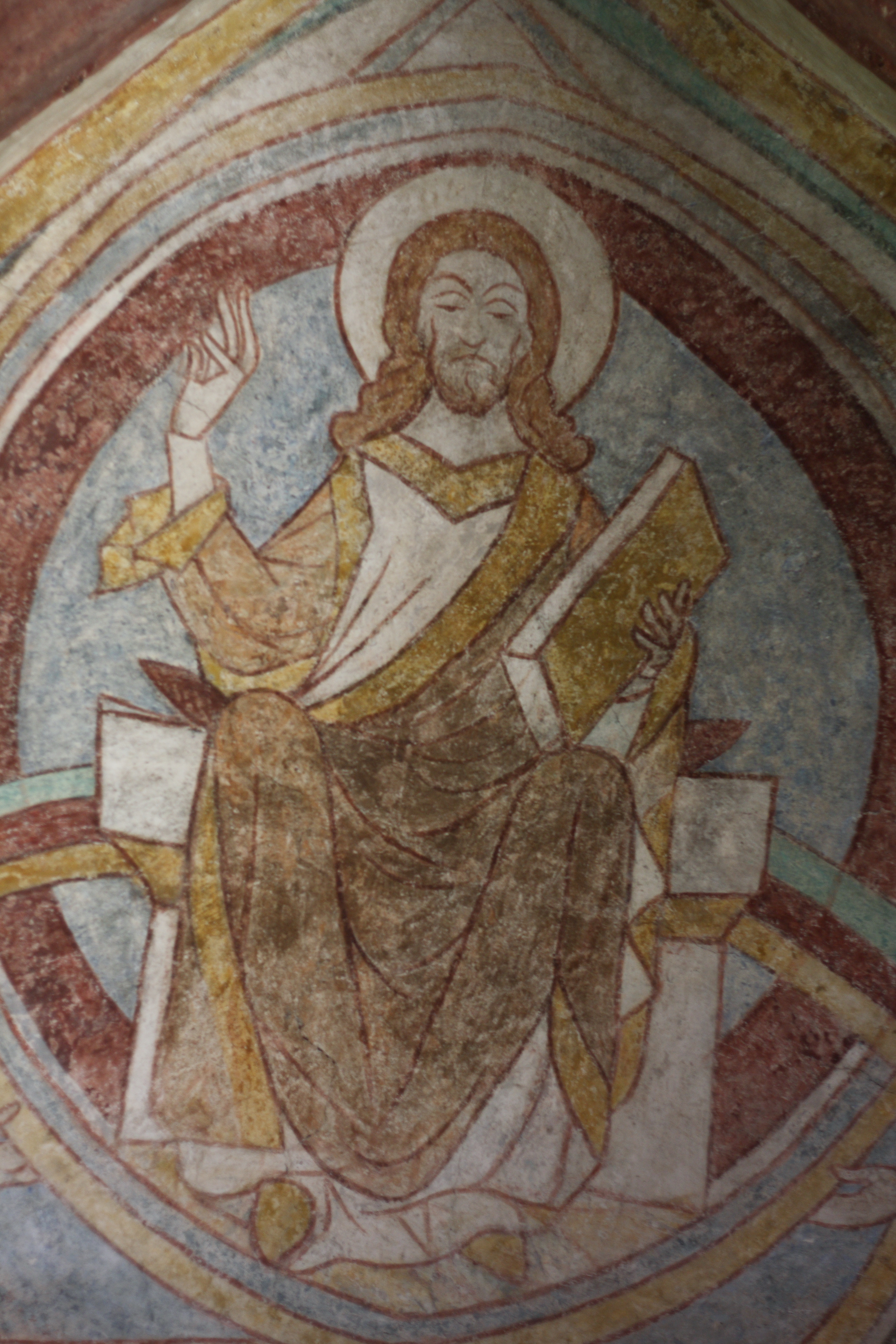
Christus in der Mandorla

## Ausstattung
- Das steinerne Taufbecken stammt aus der Zeit kurz nach 1600.
- Das Chorbogenkruzifix ist eine Arbeit aus dem frühen 17. Jahrhundert.